# Gabara intermedia
Gabara intermedia är en fjärilsart som beskrevs av Druce 1898. Gabara intermedia ingår i släktet Gabara och familjen nattflyn. Inga underarter finns listade i Catalogue of Life.